# Relations entre le Brunei et la France
Les relations entre le Brunei et la France désignent les relations diplomatiques bilatérales ayant cours entre le Sultanat de Brunei et la République française.

## Relations contemporaines

### Liens diplomatiques
La France, l'Allemagne et le Royaume-Uni sont les trois seuls pays européens à disposer d'une ambassade à Bandar Seri Begawan. La France et l'Allemagne y partagent leurs locaux diplomatiques depuis 2014. L'ambassadeur du Brunei en France réside à Paris depuis 1991.

### Liens économiques
Les grandes multinationales françaises sont implantées au Brunei et Total représente 8% de la production d'hydrocarbures du pays. Le sultan du Brunei possède des hôtels à Paris. Le Brunei permet à la France d'accéder au marché de l'ASEAN avec une fiscalité avantageuse.

### Echanges culturels
En 1986 fut créée Alliance française du Brunei.

### Défense
La France et le Brunei coopèrent dans le domaine de la défense.